# Csécse
Csécse é um município da Hungria, situado no condado de Nógrád. Tem 21,73 km² de área e sua população em 2015 foi estimada em 909 habitantes.